# Back to Mine: Tricky
Back to Mine — сборник британского музыканта Tricky, выпущенный 15 сентября 2003 года.

## Об альбоме
Компиляция создана в рамках проекта Back To Mine, действующего с февраля 1998 года при поддержке компании Dance Music Collective. Музыканты и диджеи известные в мире электронной музыки по замыслу организаторов проекта создают сборники исходя из собственных музыкальных вкусов и предпочтений. Альбом, составленный Трики, вышел четырнадцатым по порядку.

## Список композиций
1. The Cure — «Lullaby» — 4:15
2. Little Kings — «How We Ride» — 3:23
3. Eric B and Rakim — «My Melody» — 5:39
4. The Beat — «Mirror in the Bathroom» — 2:28
5. Доктор Джон — «Loop Guru» — 4:29
6. Rodagan and Tricka — «Believe This» — 3:04
7. Morphine — «Potion» — 1:58
8. The Buzzcocks — «You Tear Me Up» — 2:23
9. Le Tigre — «Much Finer» (Original Version) — 2:55
10. Gregory Isaacs — «Night Nurse» — 3:33
11. Kat Cross — «Symphony for Irony» — 4:05
12. Кейт Буш — «Eat the Music» — 4:47
13. Costanza — «Desire» — 3:52
14. Чет Бейкер — «My Funny Valentine» — 2:14
15. Liz Denmore — «Just a Little Bit» — 2:16
16. Little Kings feat. Shola — «Days Like This» — 2:01